# Gabinete Brisson II
O Gabinete Brisson II foi o ministério formado por Henri Brisson em 21 de junho de 1898 e dissolvido em 26 de outubro do mesmo ano. Foi o 39º gabinete da Terceira República Francesa, sendo antecedido pelo Gabinete Méline e sucedido pelo Gabinete Dupuy IV.

## Contexto
O novo governo incluiu muitos homens fortes do radicalismo, mas não buscou realizar reformas sociais nem introduzir um imposto de renda. Acima de tudo, o segundo Gabinete Brisson foi prejudicado pela posição ambígua que adotou diante do "Caso Dreyfus", embora tenha protagonizado a prisão do general Georges Picquart, personagem central nas acusações contra o capitão Alfred Dreyfus.
Brisson, então, foi questionado sobre a possibilidade de apresentação de um pedido de revisão do julgamento do caso ao ao Tribunal de Cassação, o que colocava em cheque o processo realizado anteriormente pelo Exército Francês. Em 5 de setembro, o ministro da Guerra, Godefroy Cavaignac, convencido da culpa de Dreyfus, mas enfraquecido pelas provas de sua inocência, renunciou. Após sua substituição pelo general Émile Zurlinden e apesar de sua opinião negativa sobre a revisão, o governo votou a favor do recurso ao Tribunal de Cassação. O militar renunciou imediatamente. O general Jules Chanoine, seu substituto, faria o mesmo em 25 de outubro, sem informar o resto do governo.
Enfraquecido pelas sucessivas renúncias de três ministros da Guerra, o gabinete foi deposto em 25 de outubro de 1898, por uma ordem do dia da Assembleia Nacional Francesa. Em 28 de outubro de 1898, o Presidente da República, Félix Faure, nomeou Charles Dupuy como Presidente do Conselho de Ministros pela quarta vez, tomando posse em 1º de novembro daquele ano.

## Composição

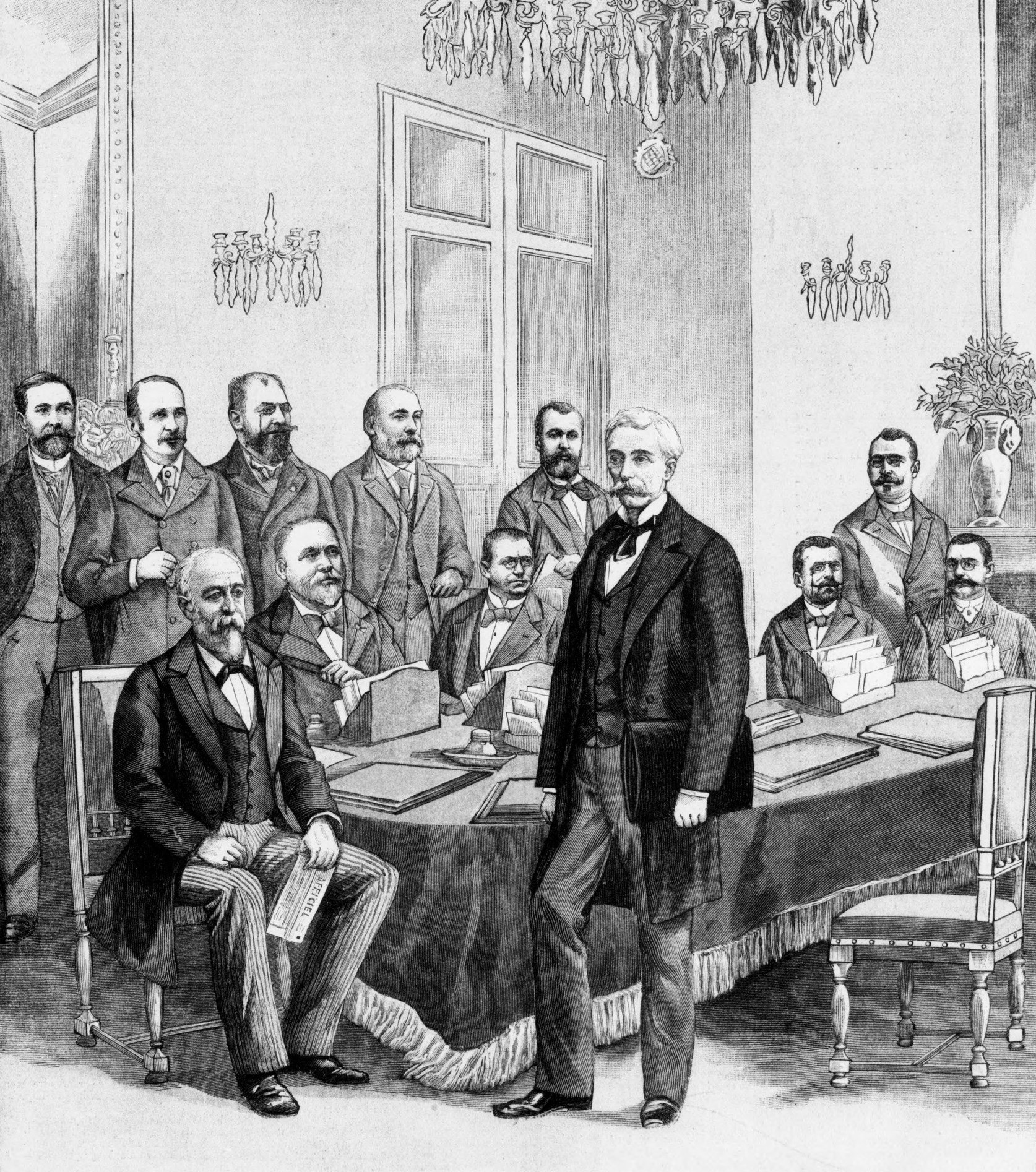
O 2º Gabinete Brisson em ilustração de 1898.

- Presidente da República: Félix Faure
- Presidente do Conselho de Ministros: Henri Brisson
- Ministro dos Estrangeiros: Théophile Delcassé
- Ministro da Justiça e Cultos: Ferdinand Sarrien
- Ministro do Interior: Henri Brisson
- Ministro da Guerra: Godefroy Cavaignac; Émile Zurlinden; Jules Chanoine
- Ministro das Finanças: Paul Peytral
- Ministro da Marinha: Édouard Lockroy
- Ministro da Instrução Pública e Belas Artes: Léon Bourgeois
- Ministro das Obras Públicas: Louis Charles Tillaye; Jules Godin
- Ministro da Agricultura: Albert Viger
- Ministro do Comércio, Indústria, Correios e Telégrafos: Émile Maruéjouls
- Ministro das Colônias: Georges Trouillot

## Realizações
- Realização da mediação francesa para a Guerra Hispano-Americana, com a assinatura do Tratado de Paris de 1898;
- Assinatura de uma nova aliança diplomática com o Império Russo, completando a aliança militar de 1892.